# Berkut West
Berkut West is een Kazachse luchtvaartmaatschappij met haar thuisbasis in Oral. De luchtvaartmaatschappij is opgericht in 1992 onder de naam Berkut Aviakompania. De huidige naam wordt sinds 1997 gevoerd.

## Vloot
De vloot van Berkut West bestaat uit: (januari 2007)
- 1 Yakolev Yak-40()